# Hôtel de Pologne

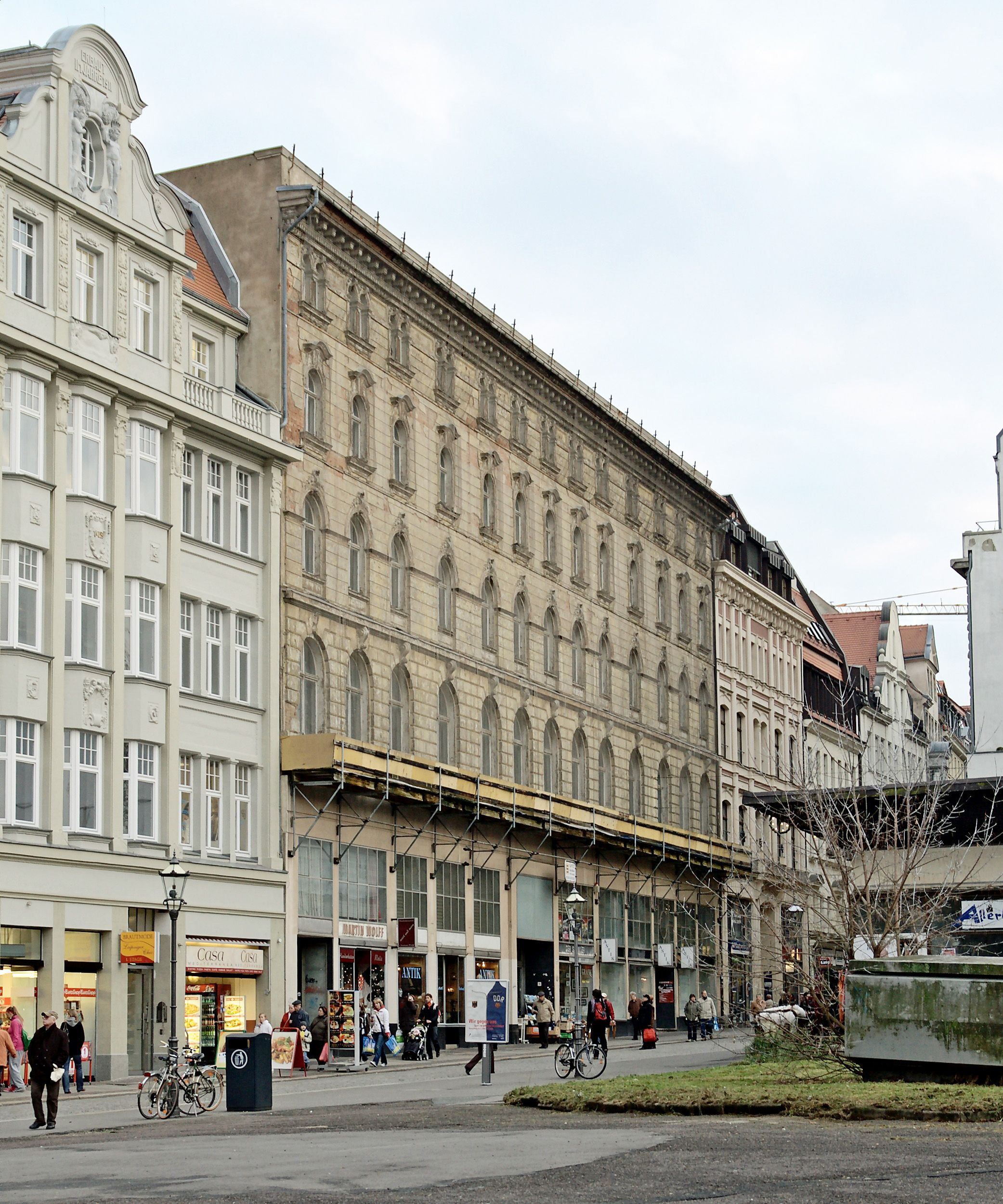
Das noch nicht sanierte Hôtel de Pologne

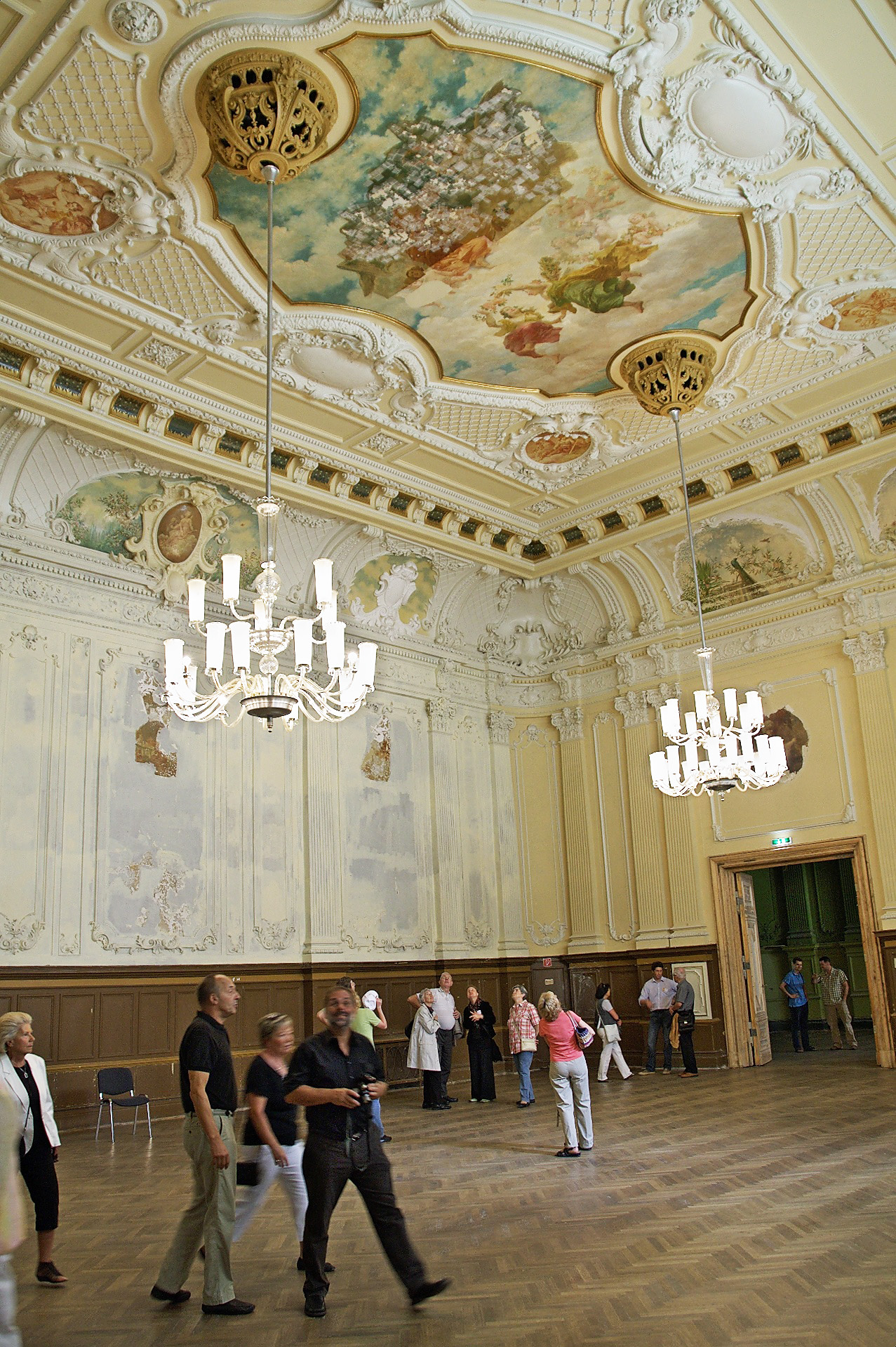
Der in der DDR als Kantine genutzte neobarocke Große Ballsaal

Das Hôtel de Pologne ist ein 1847–1848 erbautes ehemaliges Hotel in Leipzig, Hainstraße 16–18. Das dreizehnachsige Gebäude war zur Zeit seiner Erbauung mit 130 Zimmern das größte Hotel der Stadt.

## Geschichte
Der Gastwirt Christian August Pusch erwarb 1819 den Gasthof Zum Goldenen Adler, der sich auf dem nördlichen Grundstück des späteren Hotels befand und schon 1600 unter diesem Namen erwähnt wurde. Pusch erwarb 1823 auch den zwei Grundstücke weiter südlich gelegenen Gasthof Zum Birnbaum. Zur Erinnerung daran, dass hier im Jahre 1706 der polnische König Stanislaus I. Leszczyński wohnte, benannte er 1832 den Gasthof in Hôtel de Pologne um. Pusch kaufte schließlich auch das mittlere Grundstück auf, fasste im Jahr 1843 alle drei Häuser unter dem Namen Hôtel de Pologne zusammen und ließ durch den Architekten Eduard Pötzsch einen reich dekorierten Festsaal einbauen.
Am 29. August 1846 zerstörte ein Brand, verursacht durch einen im Terpentinlager rauchenden Angestellten, alle drei Häuser inklusive des Festsaals. Dabei kamen acht Menschen ums Leben. Im Jahre 1847 begann der Bau eines einheitlichen Gebäudes über alle drei Grundstücke mit fünf Geschossen und 130 Zimmern. Die Eröffnung, wiederum als Hôtel de Pologne, fand im Jahr 1848 statt. In den Jahren 1891 bis 1892 baute der Architekt Arwed Roßbach das Gebäude grundlegend um, nachdem Pläne, an dieser Stelle eine König-Albert-Passage zur Katharinenstraße zu bauen, nicht umgesetzt wurden. Arwed Rossbach gestaltete die Fassade im Stil der florentinischen Renaissance um. Im Obergeschoss befanden sich jetzt auch zwei neobarocke Festsäle, die 1.500 Gästen Platz boten und von Ludwig Heim gestaltet worden waren.
Am 21. Oktober 1907 wurde im Hôtel de Pologne der Verband deutscher kaufmännischer Genossenschaften e. V. gegründet, die heutige Edeka.
Im Ersten Weltkrieg wurde das Hotel zeitweise als Lazarett genutzt und schloss im Jahr 1917 ganz. Während der Zeit der Weimarer Republik diente das Gebäude als Österreichisches Messehaus. Seit 1910 befand sich hier auch das Kabarett Nachtfalter, 1943 umbenannt in Soldatenheim, 1945 in Casino und von 1947 bis zur Schließung 1950 Atrium. Zuletzt war bis 1945 der Leipziger Unternehmer Kurt Herrmann Eigentümer der Immobilie. Von der Mitte des 20. Jahrhunderts bis 1993 diente das Haus dem Leipziger Messeamt als Bürogebäude, wobei der Festsaal zur Kantine wurde.
Nach fünfzehnjährigem Leerstand wurde das Haus von 2011 bis 2014 durch die Leipziger Stadtbau AG denkmalgerecht saniert. Ursprünglich war eine Nutzung als Hotel geplant, es zeigte sich aber, dass das Gebäude für heutige Ansprüche an ein Komforthotel nicht geeignet war. So erfolgte der Umbau weitgehend nach den Erfordernissen eines Leipziger Unternehmens mit gut einhundertfünfzig Mitarbeitern, das das Haus als Büro- und Veranstaltungsgebäude nutzt. Eine weitere Etage kam hinzu, die fünf Konferenzräume mit moderner Infrastruktur enthält. Die prächtigen Ballsäle haben einen eigenen Eingang und werden getrennt vermarktet
Im Jahr 2024 eröffnete die internationalen Kaffeehauskette Starbucks im Erdgeschoss des Gebäudes eine Filiale.